# Ti Rocher (Micoud)
Ti Rocher es una localidad de Santa Lucía que forma parte del distrito de Micoud.